# Kamiita
Kamiita (japanska: 上板町?, Kamiita-chō) är en landskommun (köping) i Tokushima prefektur i Japan. 